# 니시카타 군
니시카타(西片くん)는 야마모토 소이치로가 연재하는 일본의 소년 만화 장난을 잘 치는 타카기 양의 등장인물이다. 또한, 주인공이다.

## 소개
니시카타는, 야마모토 소이치로가 연재하는 일본 만화 장난을 잘 치는 타카기 양의 등장인물이며, 주연이다. 옆자리 타카기의 장난에 계속 당하며, 타카기와 다른 친구들에 비해  키가 조금 작다.

## 같이 보기
- 타카기 양
- 장난을 잘 치는 타카기 양
- 야마모토 소이치로